# Um Tae-hwa
Um Tae-hwa (nacido en 1980) es un director de cine y guionista surcoreano.

## Vida personal
Su hermano menor, Uhm Tae-goo, es un actor surcoreano conocido por sus papeles en películas y por sus roles principales en populares dramas coreanos.
Um se casó el 29 de abril de 2023 en Gangnam, Seúl. Se sabe que la esposa de Um trabajó como diseñadora de interiores y directora de un estudio de diseño.

## Filmografía
- La historia de Sun-hee (2002) - director
- Cactus ( cortometraje, 2003) – director, guionista, productor, editor
- Saam gaang yi (2004) - departamento de dirección
- Simpatía por Lady Vengeance (2005) - asistente de dirección
- Las caras (2006) - actor
- Epitafio (2007) - asistente de dirección
- Night Fishing (2011) - asistente de dirección, guion gráfico
- ¡Bonitos pantalones cortos! 2011 (segmento: "Home Sweet Home") (2011) - director, guionista
- Bosque (cortometraje, 2012) – director
- Heart Vibrator (cortometraje, 2012) – director, guionista,
- Ingtoogi: The Battle of Internet Trolls (2013) – director, guionista, editor
- Manshin: Ten Thousand Spirits (2014) - guion gráfico, guionista
- Tinker Ticker (2014) - actor
- Los malvados (2014) – guion gráfico
- Socialfobia (2015) – Departamento de fotografía
- Tiempo de fuga: un niño que regresó (2016) - director
- Concrete Utopia (2023) - director